# Marie-Paule Nègre
Marie-Paule Nègre est une photographe professionnelle française, née le 19 octobre 1950 à Paris.
Elle a été lauréate du prix Niépce en 1995.

## Biographie
Marie-Paule Nègre réalise des reportages sur le monde de la musique en général et plus particulièrement sur le Jazz.
De 1975 à 1980, elle produit six films vidéo sur le jazz.
Elle développe un travail important sur la pauvreté en France, comme avec son travail Contes des temps modernes ou la misère ordinaire.
Elle collabore avec l'écrivain Pierre Guicheney pour un travail au long cours sur quelques habitants du bocage mayennais « À la folie, secrets de la mémoire paysanne » (1999-2000).
Elle réalise également une œuvre de portraitiste, ayant saisi sur le vif plus de 150 artistes travaillant à Paris ou en Île-de-France.
Marie-Paule Nègre fait partie de la Fondation Leica depuis 1983 et est cofondatrice de l'agence photographique Métis. Elle publie régulièrement dans les grands journaux nationaux (Libération, Marie Claire, Elle, Cosmopolitan, etc.).
Marie-Paul Nègre compte dans son portfolio des articles dans les magazines Chasseur d'Images et Réponses Photo entre autres. Elle partage sa vie avec le photographe Luc Choquer.

## Prix
- 1995 : Prix Niépce

## Distinction
- 2010 :  Officière de l'ordre des Arts et des Lettres[3]

## Collections publiques
Liste non exhaustive
- Artothèque du Nord-Pas-De-Calais.
- Fonds national d'art contemporain.
- agnès b. Collections privées.

## Expositions personnelles
Liste non exhaustive
- 1994, Rencontres d'Arles
- 1995, Centre national de la photographie (prix Niépce)
- 2000, « À la Folie », Château de Sainte-Suzanne
- 2000, « Thérèse, à la Folie », Galeries Fnac
- 2008, Maison européenne de la photographie
- 2009, Galerie Agathe Gaillard
- 2012, À fleur de l'eau, Archives et bibliothèque départementales Gaston Defferre, Marseille
- 2014, Mine de rien…, Maison européenne de la photographie

## Expositions collectives
Liste non exhaustive
- 1999, Festival Visa pour l'image, Perpignan
- 2003, 
  - Bréda Photo, Pays-Bas
  - Picto Montparnasse
- 2004, Galeries Fnac, Milan, Gènes,
- 2008, 
  - Cité internationale des Arts, Paris
  - BDIC, Hôtel national des Invalides, Paris
- 2021 : « Moments de Grâce », avec Luc Choquer, Galerie Rouge, Paris[2]

## Reportages, projets
Rue de Lappe, L'URSS de la Perestroïka, Architecture et lycées en Île-de-France, Le Sport en Seine-Saint-Denis…

## Publications
Ouvrages personnels
- Hortillons, hortillonnages, éditions des Trois Cailloux, Amiens, 1984
- Alliance sur Mireille Nègre, éd. DDB, 1985
- L'Anniversaire de l'infante, édité par la ville de Pantin, 1987
- L'Eau, l'Homme, les Énergies, éditions Caisse centrale d'activités sociales, 1994
- Les Envols d'Andilly, éditions Caisse centrale d'activités sociales, (ASIN B000X6BHCQ), 1995
- À la Folie, secrets de la mémoire paysanne, avec Pierre Guicheney, éd. Siloë, Laval, Nantes, 2000  (ISBN 978-2-84231-135-3)

Ouvrages collectifs
- Le Portrait comme paysage, le paysage comme portrait, catalogue aux éditions OFAJ et DFJW, 1982.
- Jazz et photographie, éditions Musée d'Art Moderne et Paris Audiovisuel, 1984
- Vivre en maillot de bains, éditions Profem, 1986
- Nues, éd. Contrejour / Angénieux, 1986
- Swimmers, Aperture, 1988
- Trois jours en France, éd. Nathan, 1989
- 20 ans de photographie créative en France, par Gilles Mora, 1989
- Un couteau dans la photo, Agnès B. Fraternité, Albin Michel. Carnets de scène, Kelemenis, éd. Agora d'Evry, 1990.
- L'Europe de l'autre côté des étoiles, éd. Secours Populaire Français, 1991
- Traits d'union, Petits Frères Idéodis. Première photo, agnès b., 1992
- Profession enseignant, éd. Nathan, Paris, 1993  (ISBN 978-2-09-282545-7)
- L'Esprit Métis, édition Château d'eau de Toulouse. « Portraits de Mots », éd. Alphagram/Bordas, 1994
- Paris la nuit, les photographes de Métis, éd. Paris-Musées, 1994
- Europe rurale 1994, regards hors des villes, éd. Filigrane, 1994
- Est-ce ainsi que les hommes vivent, éditions Marval, 1996